# The Argus
Pour les articles homonymes, voir Argus.
The Argus est un journal hebdomadaire américain de la ville de Seattle fondé en 1894 et disparu en novembre 1983.